# Leo Berg
Leo Berg, född 1862, död 1908 var en tysk kritiker och filosof.
Under naturalismens genombrottsår i Berlin på 1880-talet framträdde Berg som en lidelsefull anhängare av dess åskådning, vilken han med polemiska skärpa och gärna i aforistisk form teoretiskt utvecklat i en rad skrifter, däribland Henrik Ibsen und das Germanntum in der modernen Literatur (1887) och Der Naturalismus (1892).